# Rizalino Navarro
Rizalino S. Navarro (* 1938; † 7. Juli 2011 in Makati City) war ein philippinischer Wirtschaftsmanager und Politiker, der unter anderem während der Präsidentschaft von Fidel Ramos Minister für Handel und Industrie war.

## Leben
Nach dem Schulbesuch studierte Navarro zunächst Betriebswirtschaftslehre an der University of the East und schloss dieses Studium mit einem Bachelor of Science (B.S. Business Administration) cum laude ab. Ein daran anschließendes postgraduales Studium der Betriebswirtschaftslehre an der Harvard Business School beendete er mit einem Master of Business Administration (M.B.A.). Anschließend begann er seine berufliche Laufbahn als Steuerberater und Buchhalter bei der SGV, der größten Buchhaltungsgesellschaft der Philippinen, und stieg dort 1982 zum Geschäftsführenden Direktor auf.
1992 wurde er auf Vorschlag seines Studienfreundes und kurz zuvor ernannten Finanzministers Ramon del Rosario von Präsident Fidel Ramos zum Minister für Handel und Industrie ernannt und bekleidete diese Funktion des Secretary of Trade and Industrie bis 1996. Während dieser Zeit war er auch Mitglied des Monetary Board, des Beratungsgremiums für Geld- und Währungspolitik.
Nach seinem Ausscheiden aus dem Regierungsdienst wechselte er in die Privatwirtschaft und wurde Mitarbeiter der von dem philippinischen Chinesen Alfonso Yuchengco gegründeten Yuchengco Group of Companies. Dort war er zunächst Chief Executive Officer (CEO) der Rizal Commercial Banking Corp. sowie zuletzt bis zu seinem Tode des Bauunternehmens EEI.
Daneben war er auch zeitweise Vorsitzender der Clark Development Corp., die für die Planung der wirtschaftlichen Nutzung der ehemaligen Clark Air Base der US Air Force zuständig ist, und Mitglied des Subic-Clark Area Development Council, der Wirtschaftsförderungsorganisation für die ehemalige United US Naval Base Subic Bay. Außerdem war er Vorsitzender der Firmen Seafront Resources Corporation, Petroenergy Corporation (Petroenergy) und Bankard sowie Mitglied der Boards of Directors der Unternehmen Grepalife, Mapua Institute of Technology, House of Investments, Malayan Insurance, YGC Corporate Services und Upline Food Corporation.